# Sybra minima
Sybra minima là một loài bọ cánh cứng trong họ Cerambycidae.